# Leader des affaires de l'opposition (Queensland)
Pour les articles homonymes, voir Leader de l'opposition.
Le Leader des affaires de l'opposition du Queensland (en anglais : Manager ou Leader of the Opposition Business in the House) est un membre du cabinet fantôme du Queensland chargé de travailler avec le Leader parlementaire du gouvernement afin de gérer et programmer l’ordre du jour de l’Assemblée législative.
La personne exerçant cette fonction est ex officio, un membre du Comité de l’Assemblée législative. Il peut toutefois déléguer cette tâche à un autre membre de l’opposition. Le Leader des affaires de l'opposition est le seul membre de l’opposition à percevoir un salaire du gouvernement additionné à son salaire de parlementaire.

## Sources
- (en) Cet article est partiellement ou en totalité issu de l’article de Wikipédia en anglais intitulé « Manager of Opposition Business in the House (Queensland) » (voir la liste des auteurs).